# Bouchon vaseux
Pour les articles homonymes, voir Vaseux.
 (mars 2023).
Un bouchon vaseux est une zone d'un estuaire où les sédiments fins en suspension sont fortement concentrés. Il est aussi appelé « zone du maximum de turbidité ». Il migre et sa forme, son étendue, son volume et sa densité évoluent au rythme des marées et de la force des apports en eau douce.

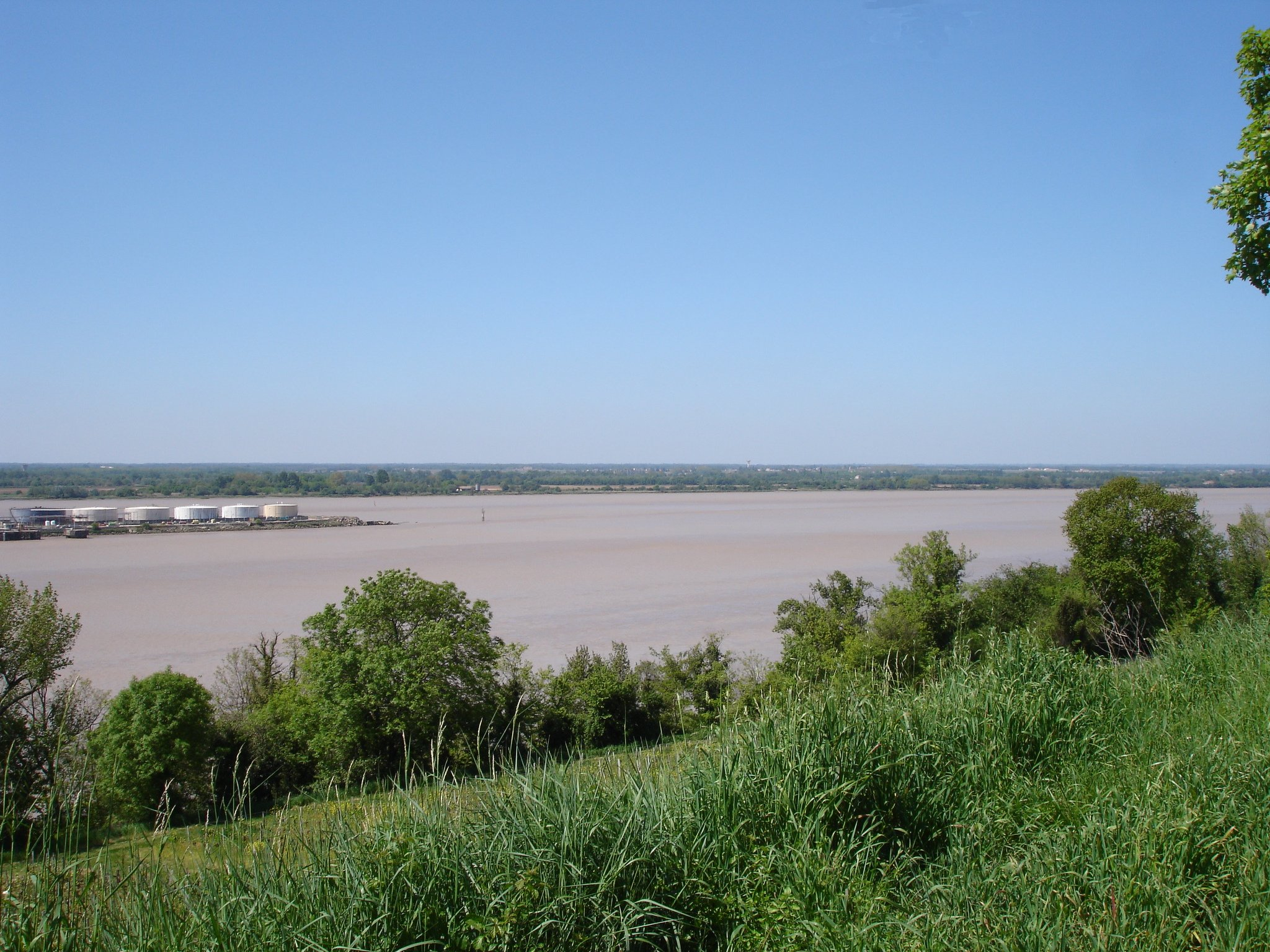
Les eaux des grands estuaires, généralement turbides, sont alors caractérisées par un bouchon vaseux (ici : estuaire de la Gironde, Sud-Ouest de la France).

Le bouchon vaseux constitue un (éco)système tout à fait particulier, présentant des taux de matières en suspension 100 à 500 fois plus élevés que ceux de la plupart des cours d'eau ou des eaux marines. 
Il est souvent perturbé par une quantité excessive d'eutrophisants, de matières organiques, de pesticides et d'autres polluants adsorbés sur les particules en suspension ou solubilisés dans l'eau, pour partie protégés d'une décomposition rapide par la lumière ou l'oxygène produit par le phytoplancton.
Le bouchon vaseux a été peu étudié avant les années 1980. Depuis, de nombreuses études ont montré qu'il était naturellement important pour la productivité biologique des estuaires, très élevée, mais qu'en raison de perturbations, notamment humaines, il peut devenir une zone dégradée, contribuer aux zones mortes marines et devenir une source très importante d'émission de dioxyde de carbone et de méthane, deux gaz à effet de serre d'importance majeure.

## Éléments de définition
Le bouchon vaseux est un phénomène et un processus, en grande partie naturel. Il est surtout caractéristique des grands estuaires à marée et résultant de la rencontre des eaux du fleuve avec les eaux marines. 

On parle pour cette zone d'eaux de transition, définies par l'Europe comme étant  « la masse d'eaux de surface à proximité des embouchures de rivières, qui sont partiellement salines en raison de leur proximité d'eaux côtières, mais qui sont fondamentalement influencées par des courants d'eau douce »). 
La plupart des organismes d'eaux douces y meurent au contact des eaux salées, contribuant avec les sédiments en suspension à former une masse « vaseuse » en suspension, permanente, qui se déplace au gré des marées. Selon le débit du fleuve qui se jette dans l'estuaire, et selon la charge de l'eau douce, l'étendue, l'épaisseur, la salinité et le volume du bouchon évoluent dans l’espace et dans le temps, et en qualité.

Un certain bouchon vaseux est naturel et constitue même une importante zone d'épuration (de nombreux pathogènes y meurent en raison du taux de sel), en se comportant comme une station d'épuration à lit fluidisé, les particules en suspension servant de support à des bactéries épurant l'eau ou adsorbant certains polluants, au moins provisoirement.  Toutefois dans les contextes anthropisés de plus en plus fréquents, une turbidité trop élevée protège aussi certains pathogènes des vertus désinfectantes des ultraviolets solaires. De plus, en aval des cours d'eau pollués par des pesticides et biocides, par le ruissellement sur les zones urbaines et imperméabilisées polluées, et sur les zones agricoles anormalement riches en matière organique (situation de plus en plus fréquente en raison de la mise en labour croissante des bassins versants au détriment de l'enherbement et/ou des forêts), le bouchon vaseux devient alors une zone d'eutrophisation, voir d'anoxie capable d'émettre d'importantes quantités de dioxyde de carbone ou de méthane, contribuant de manière significative à l'Effet de serre (contribution non prise en compte par les calculs dans le cadre du protocole de Kyoto).
- Voir sous-article détaillé « Estuaires et gaz à effet de serre »

Sous le bouchon vaseux se forme une "crème de vase" (jusqu'à 300 g de matière en suspension, bactéries et plancton par litre). Cette crème est la plus épaisse et dense au moment des mortes eaux, et c'est aussi l'endroit contenant le plus de polluants en suspension.

## Dynamique
Sa taille et sa position évoluent selon les conditions hydrodédimentologiques propre à l'estuaire (flot ou jusant) et selon des facteurs tels que température, ensoleillement, débits, intensité (cycle lunaire) de marée, pollution, et en fonction des pratiques humaines ou de l'évolution naturelle du bassin hydrographique, très en amont (fonte des neiges, pluies intenses, renaturation ou au contraire imperméabilisation, pratiques agricoles érosives et forestières (labours, désherbage, coupes rases…), pollutions, travaux de curage… qui exacerbent la teneur de l'eau en nutriments, matière organiques, matières en suspension, etc.).
Localement et dans une certaine mesure, les sillage de navires (à moteur) et surtout le vent peuvent influencer sa composition et son comportement.

## Exemples français
Poids moyen estimé du sédiment des bouchons vaseux de 3 grands estuaires 
- Seine : 20 000 à 400 000 t[1];
- Loire : 800 000 à 1 000 000 t[1];
- Gironde : 4 000 000 à 5 000 000 t[1].

Ces tonnages sont l'équivalent de 1 à 3 ans d'apports de sédiments par leur fleuve.
Dans  l'estuaire de la Loire, les conséquences sanitaires, biologiques, sédimentaires et économiques de cette situation sont importantes.
- La remontée de plus en plus fréquente du bouchon vaseux et de l'eau salée oblige à déplacer la prise d'eau en Loire de 16 km vers l'amont pour continuer à alimenter la ville et le sud du département en eau potable.
- L'activité sédimentaire étant reportée vers l'amont, les services de la navigation doivent procéder de façon continue au dragage des souilles le long des quais.
- Dans les bras secondaires les dépôts ne sont pas remis en suspension faute d'un courant assez fort. L'envasement aboutit au colmatage complet en quelques années.

## Pollution
Le bouchon vaseux est riche en matière organique (nécromasse et biomasse) et de nombreuses bactéries consomment tout l’oxygène disponible. Sa turbidité freine la pénétration de la lumière, ce qui réduit la production primaire photosynthétique, et encourage la prolifération de microbes qui se trouvent là protégés des UV solaires.

Par exemple, en aval de la Loire, lors de leurs migrations en fin d'été, les poissons, et en particulier les mulets, doivent traverser le bouchon vaseux pour aller frayer en mer. Le manque d'oxygène peut leur être fatal et produit des hécatombes surtout lorsque le débit du fleuve est faible et sa température élevée. Ce phénomène était moins marqué lorsque le bouchon vaseux résidait en aval de Paimbœuf car la zone anoxique ne faisait que quelques kilomètres de long. Depuis sa remontée elle s'étend sur près de quarante kilomètres lors des grandes marées de la fin de l'été.
Il est devenu une « véritable machine à stocker la pollution » et à consommer l'oxygène, certains estuaires (Loire par exemple) contribuant à l'entretien de zones mortes marines. En été, la nuit, le cœur du bouchon vaseux est fortement anoxique. En période de mortes eaux, le taux d'oxygène dissous remonte dans l'eau, à des valeurs proches de la saturation, mais la vase qui s'est déposée est alors très asphyxiante ;
Dans l’estuaire de la Gironde, une remontée en amont du bouchon vaseux est encouragée par des pompages d’irrigation ou industriels effectués et par une chenalisation favorisant la remontée marine. susceptible de remettre en cause l’implantation sur la Garonne de prises d’eau destinées à diminuer les prélèvements en nappe profonde (cf. SAGE Nappes profondes).